# Чемпионат США по шахматам среди женщин 1941
Чемпионат США по шахматам среди женщин 1941 (англ. Women US Championship 1941) — матч между Мона Мэй Карф и Адель Риверо (Белчер), который проходил в Marshall Chess Club в Нью-Йорке с 16-го ноября по 7-е декабря.
Адель Риверо вышла замуж за день до начала матча и выступала под именем Адель Белчер. Это был единственный матч, сыгранный за титул чемпионки США. Матч игрался до 8 партий. В нечётных партиях Белчер играл белыми. Игроки разделили призовой фонд в 197 долларов, получив по 98,50 каждый. Л. Уолтер Стивенс был арбитром матча.

## Таблица
| № | Участники             | 1 | 2 | 3 | 4 | 5 | 6 |  | + | − | = | Очки |
| - | --------------------- | - | - | - | - | - | - |  | - | - | - | ---- |
| 1 | Мона Мэй Карф         | 1 | 1 | 1 | 1 | 0 | 1 |  | 5 | 1 | 0 | 5    |
| 2 | Адель Риверо (Белчер) | 0 | 0 | 0 | 0 | 1 | 0 |  | 1 | 5 | 0 | 1    |